# Astalli (famiglia)
Gli Astalli furono una antica e nobile famiglia romana con origini dal XII secolo con un Giovanni.
Avevano dimora nei rioni Pigna nella piazza che prese il loro nome prima di divenire piazza degli Altieri oggi piazza del Gesù, dove sorgevano le loro case presso la via omonima, presso la quale vi ospitarono Sant'Ignazio di Loyola, cedute nel 1582 alla Compagnia di Gesù che vi eresse al loro posto la Casa Professa di Roma e la chiesa di S. Maria de Astallis poi sostituita della chiesa del Gesù e Campitelli, dove poi ebbero il loro palazzo sulla via di San Marco. 

I suoi membri iniziano a ricoprire importanti cariche comunali con Lorenzo Staglia che ripetutamente ricoprì la carica di Conservatore di Roma tra XIV e XV secolo, oltre ad essere anche Guardiano della Confraternita del SS.mo Salvatore ad Sancta Sanctorum. Dal matrimonio di Flaminia Astalli e Marcantonio Borghese I (1504-1574), discesero tutti i Borghese di Roma. Rivestirono ancora ruoli nella amministrazione capitolina con Tiberio nel XVI secolo che tenne anche il senatorato e anche ruoli minori come Caporioni.
Nel XV secolo svolgevano attività di banchieri oltre ad avere una posizione di rilievo nella proprietà e  mercato dei bovini; inoltre possedevano la quarta parte di Ardea. Fu nel XVI seolo che la famiglia ebbe il momento di massima espansione quando nel Censo romano del 1537, la dimora di Pietro Stalla contava 150 "bocche" e quella di Francesco de la Stalla ne contava 80, i valori più alti relativi al rione Pigna, i vicini Altieri ne contavano in totale circa 180.
Alla famiglia appartennero i cardinali, Astaldo creato nel 1144, Camillo nel 1650 e Fulvio nel 1686,  e Domenico vescovo di Fondi (1400-1414). Ebbero una villa all’Esquilino edificata nel XVII secolo. Ebbero inoltre i feudi di Sambuci e Vallepietra con il titolo di marchesi. Unitasi ad altre famiglie della nobiltà romana come i Mattei, i Lante, i Porcari, i Caetani, la famiglia si estinse nei Massimo che ne inquartarono lo stemma e nei Testa Piccolomini.

## Blasonatura stemma gentilizio
Fasciata d'argento e d'azzurro alla banda d'oro attraversante.